# Victoria a Regatului Unit
Alexandrina Victoria (n. 24 mai 1819, Middlesex, Anglia, Regatul Unit al Marii Britanii și Irlandei – d. 22 ianuarie 1901, East Cowes⁠(d), Anglia, Regatul Unit al Marii Britanii și Irlandei) a fost regina Regatului Unit al Marii Britanii și Irlandei din 1837 până în 1901,  împărăteasă a  Indiilor, din 1877 până în 1901, și stăpână a celor 28 de colonii britanice.
Victoria a fost fiica Prințului Eduard, Duce de Kent și Strathearn, al patrulea fiu al regelui George al III-lea. Atât Ducele de Kent cât și regele au murit în 1820 și Victoria a fost crescută sub supravegherea atentă a mamei ei de origine germană, Prințesa Victoria de Saxe-Coburg-Saalfeld. Ea a moștenit tronul la vârsta de 18 ani, după ce cei trei frați mai mari ai tatălui ei au murit fără să lase moștenitori legitimi în viață. Regatul Unit era deja o monarhie constituțională, în care suveranul deținea relativ puține competențe directe politice. Privat, Victoria a încercat să influențeze politica guvernului și numirile ministeriale. Public, ea a devenit un simbol național, și a fost identificată cu standardele stricte de moralitate personală.
S-a căsătorit în 1840 cu vărul ei primar, Prințul Albert de Saxa-Coburg și Gotha. Cei nouă copii ai lor și cei 26 din cei 34 de nepoți care au atins vârsta maturității, s-au căsătorit în interiorul altor case regale sau familii nobile de-a lungul continentului, ea câștigându-și astfel renumele de "bunica Europei". După decesul lui Albert în 1861, Victoria s-a aruncat într-un doliu profund și a evitat aparițiile publice.  Ca urmare a izolării ei, republicanismul a câștigat temporar puterea, dar în a doua jumătate a domniei sale, popularitatea ei a recuperat. Jubileele ei de Aur și de Diamant au fost momente de sărbătoare publică.
Domnia ei de 63 de ani și 7 luni, a doua ca lungime dintre domniile tuturor monarhilor britanici, este cunoscută sub numele de Era Victoriană. A fost o perioadă de schimbări industriale, culturale, politice, științifice și militare în cadrul Regatului Unit, și a fost marcată de o mare expansiune a Imperiului Britanic. Ea a fost ultimul monarh britanic din Casa de Hanovra. După decesul ei, numele casei regale a devenit Saxa-Coburg și Gotha (numele britanic al Casei de Wettin), fiul ei cel mare, Eduard al VII-lea, moștenind numele casei din care făcea parte tatăl său, Prințul Albert. Nepotul reginei Victoria, George al V-lea, sub presiunea opiniei publice, a schimbat din nou numele Casei (care suna prea nemțesc în timpul Primului Război Mondial) în Casa de Windsor (1917). Din Casa de Windsor au făcut parte strănepoții reginei Victoria, Eduard al VIII-lea și George al VI-lea, precum și stră-strănepoata ei, fosta regină, Elisabeta a II-a.

## Naștere și familie

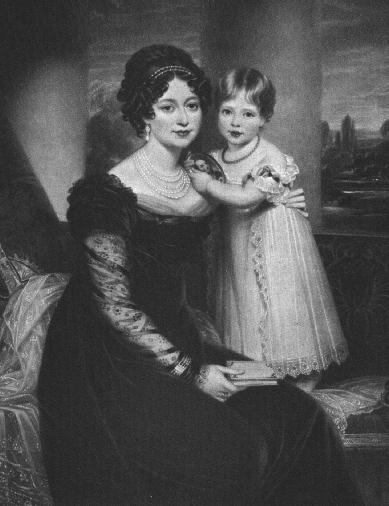
Prințesa Victoria împreună cu mama ei, Ducesa de Kent, 1821.

Tatăl Victoriei a fost Prințul Eduard, Duce de Kent și Strathearn, al patrulea fiu al regelui George al III-lea.
Până în 1817, nepoata lui Eduard, Prințesa Charlotte de Wales, era singurul nepot legitim al regelui George al III-lea. Decesul ei în 1817 a precipitat o criză de succesiune în Regatul Unit care a pus presiune pe Ducele de Kent (și frații lui necăsătoriți) să se căsătorească și să aibă copii. În 1818, el s-a căsătorit cu Prințesa Victoria de Saxa-Coburg-Saalfeld, o prințesă germană al cărei frate Leopold era văduvul Prințesei Charlotte. Ducele și Ducesa de Kent au avut un singur copil, Victoria, care s-a născut la  4.15 am la 24 mai 1819 la Palatul Kensington din Londra.
Victoria a fost botezată de Arhiepiscopul de Canterbury, Charles Manners-Sutton, la 24 iunie 1819 la Palatul Kensington. Nașii ei au fost: împăratul Alexandru I al Rusiei (reprezentat de unchiul Victoriei Prințul Frederick, Duce de York și Albany), unchiul ei, Prințul regent (mai târziu George al IV-lea), mătușa ei regina Charlotte de Württemberg (reprezentată de sora sa, Prințesa Augusta Sophia), bunica maternă, Ducesa de Saxa-Coburg-Saalfeld (reprezentată de Prințesa Mary, Ducesă de Gloucester și Edinburgh). A fost numită Alexandrina, după împăratul Alexandru I, și Victoria după mama ei.
La naștere, Victoria era a cincea în ordinea succesiunii la tron, după tatăl ei și cei trei frați mai mari ai lui:  Prințul Regent, Ducele de York și Ducele de Clarence (care avea să devină regele William al IV-lea). Prințul Regent și Ducele de York erau în relații proaste cu soțiile lor, iar acestea erau trecute de 50 de ani, astfel încât era puțin probabil să mai aibă moștenitori. Ducele de Kent și celălalt frate al său, ducele de Clarence, s-au căsătorit în aceeași zi, la un an înainte de nașterea Victoriei, dar ambele fiice ale Ducelui de Clarence (născute în 1819 și respectiv 1820), au murit de mici.
Bunicul și tatăl Victoriei au murit în 1820 la o săptămână distanță, iar Ducele de York a murit în 1827. La moartea unchiului ei, George al IV-lea, în 1830, Victoria a devenit moștenitoare prezumptivă a celuilalt unchi al ei, William al IV-lea. Parlamentul a adoptat Actul de regență din 1830 prin care a prevăzut dispoziții speciale pentru un monarh copil în cazul în care William murea cât timp Victoria era minoră. Mama Victoriei, Ducesa de Kent, ar fi urmat să devină regentă, fără vreun consiliu care să-i limiteze puterile. Regele William nu avea încredere în capacitatea ducesei de a fi regentă și a declarat în prezența ei că ar dori să trăiască până Victoria împlinește 18 ani, astfel ca regența să fie evitată.

## Moștenitoare prezumptivă

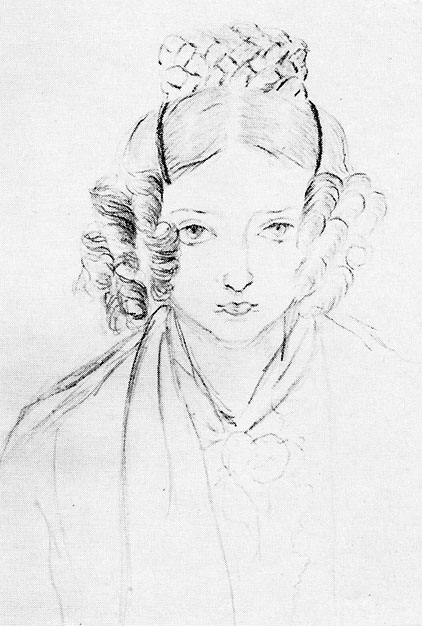
Autoportret, 1835

Mai târziu, Victoria și-a descris copilăria ca fiind "destul de melancolică". Mama Victoriei era excesiv de protectoare cu prințesa, care a fost crescută în izolare, în ceea ce s-a numit "sistemul Kensington", un set elaborat de reguli și protocoale concepute de Ducesă și de presupusul ei iubit, Sir John Conroy, pentru a preveni întâlnirile prințesei cu alți oameni nedoriți și pentru ca totul să depindă de ei.
Nu i se permitea să interacționeze cu alți copii. Ducesa evita curtea deoarece era scandalizată de prezența copiilor bastarzi ai regelui și a determinat, probabil, apariția moralității victoriene insistând ca fiica ei să evite orice aparență de incorectitudine sexuală. Victoria împărțea dormitorul cu mama ei în fiecare seară, studia cu profesori particulari după un calendar regulat și își petrecea timpul liber jucându-se cu păpuși și cu cățelul din rasa Cavalier King Charles Spaniel pe nume Dash.
În 1830, Ducesa de Kent și Conroy au dus-o pe Victoria în centrul Angliei pentru a vizita Malvern Hills, oprindu-se în orașe și mari conace de-a lungul drumului. Călătorii similare în alte părți ale Angliei și Wales au avut loc în 1832, 1833, 1834 și 1835. Spre disconfortul regelui William, Victoria a fost salutată cu entuziasm în fiecare dintre opriri. William a comparat călătoriile cu progresul regal și a fost preocupat de faptul că au portretizat-o pe Victoria ca rivalul său mai degrabă decât ca moștenitoarea lui prezumtivă.

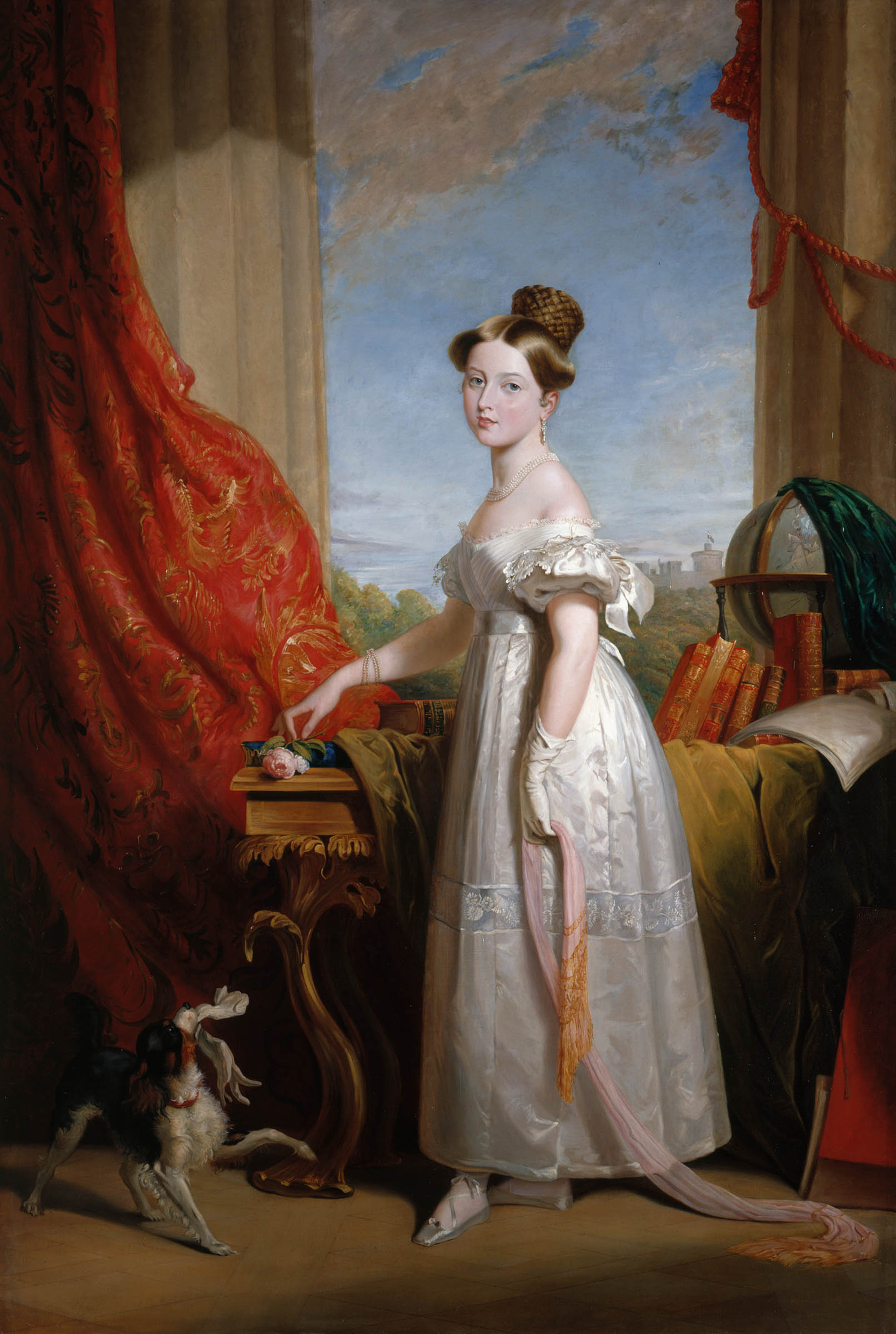
Prințesa Victoria cu cățelul Dash, 1833. Pictură de George Hayter

Victoriei nu i-au plăcut călătoriile; aparițiile publice constante au obosit-o și au îmbolnăvit-o neexistând timp și pentru refacere.

Ea a obiectat motivând dezaprobarea regelui dar mama ei a respins plângerile sale ca motivate de gelozie și a forțat-o pe Victoria să continue excursiile. La Ramsgate în octombrie 1835, Victoria a contractat o febră severă, pe care inițial Conroy a respins-o ca un pretext pueril. În timp ce Victoria era bolnavă, Conroy și Ducesa au încercat fără succes să-l facă pe Conroy secretarul ei particular. Ca adolescentă, Victoria a rezistat amenințărilor lor și a refuzat cererea lor. Imediat ce a devenit regină l-a interzis pe Conroy și pentru că nu putea să-l alunge din poziția de administrator al mamei sale, și-a expediat mama într-un colț îndepărtat al palatului, de multe ori refuzând să o vadă.
În 1836, fratele Ducesei, Leopold, care era rege al belgienilor din 1831, spera să-și căsătorească nepoata cu un alt nepot, Prințul Albert de Saxa-Coburg și Gotha. Leopold, mama Victoriei și tatăl lui Albert erau frați. Leopold a aranjat cu mama Victoriei să invite rudele de la Coburg s-o viziteze în mai 1836 cu scopul de a-l prezenta pe Albert Victoriei. Regele William al IV-lea a dezaprobat orice căsătorie cu Coburg și l-a favorizat pe Prințul Alexandru al Țărilor de Jos, al doilea fiu al regelui Willem al II-lea al Țărilor de Jos. Victoria a fost conștientă de diversele planuri matrimoniale și a evaluat critic parada de prinți eligibili. În conformitate cu jurnalul ei, ea s-a bucurat de compania lui Albert de la început. După vizita lui a scris, "[Albert] este extrem de frumos, părul lui este de aproximativ aceeași culoare cu a mea; ochii sunt mari și albaștri și are un nas frumos și o gura foarte dulce cu dinți frumoși; dar farmecul chipului său este expresia lui, care este cea mai încântătoare." Pe de altă parte, Alexandru, era "foarte simplu".
Victoria i-a scris unchiului ei Leopold, pe care Victoria îl considera "cel mai bun și mai amabil sfătuitor", să-i mulțumească "pentru marea perspectivă a fericirii la care ai contribuit, în persoana dragului Albert ... El are toate calitățile pe care le poate avea pentru a mă face perfect fericită. De asemenea, este așa de sensibil, așa de bun și de drăguț și atât de amabil. În plus are cea mai plăcută și încântătoare înfățișare exterioară pe care o poți vedea." Totuși, la 17 ani, Victoria, deși interesată de Albert, nu era gata să se mărite. Părțile nu s-au angajat la un angajament formal ci s-a presupus că uniunea celor doi va avea loc în timp util.

## Domnia

### Ascensiunea

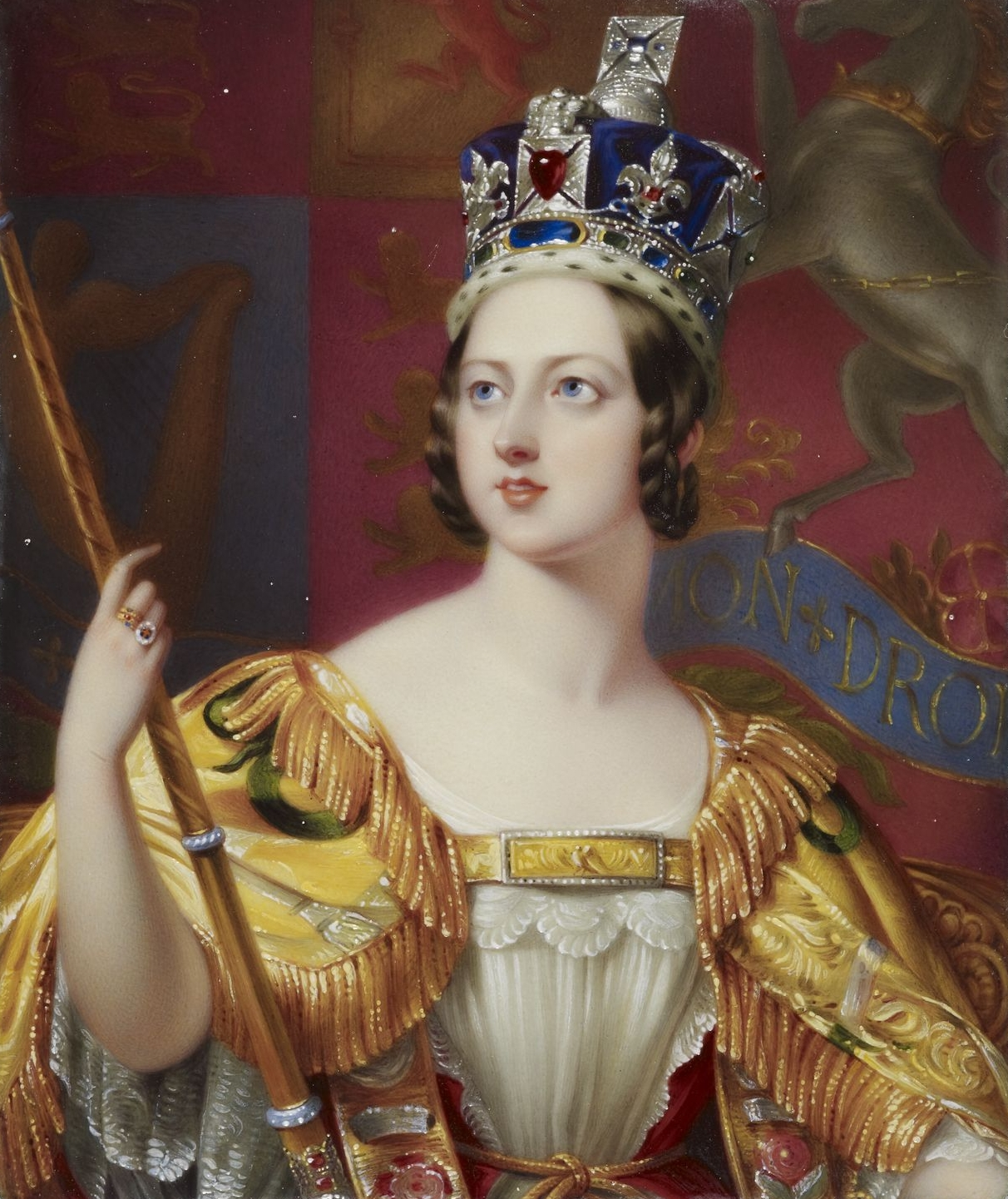
Portret la încoronare de George Hayter.

La 24 mai 1837 Victoria a împlinit 18 ani, regența fiind astfel evitată. La 20 iunie 1837, regele William al IV-lea a murit de insuficiență cardiacă la vârsta de 71 de ani, iar Victoria a devenit regină a Regatului Unit la vârsta de 18 ani, succedând unor suverani mediocri, care discreditaseră instituția monarhică. În jurnal ea notează: "Am fost trezită la ora 6 de mama, care mi-a spus că arhiepiscopul de Canterbury și lordul Conyngham erau aici și voiau să mă vadă. M-am dat jos din pat și m-am dus în sală (numai în rochia de noapte) și m-am întâlnit cu ei singură. Lordul Conyngham mi-a făcut cunoscut faptul că bietul meu unchi, regele, nu mai era de la 12 minute după ora 2 din această dimineață, și în consecință, Eu sunt regină." Documentele oficiale întocmite în prima zi a domniei ei au descris-o ca fiind Alexandrina Victoria, însă primul ei nume a fost retras la dorința ei și nu a mai fost utilizat.
Ascensiunea sa la tron pune capăt "uniunii" dintre Marea Britanie și Hanovra, deoarece acolo, sub Legea Salică, femeile nu puteau guverna. Hanovra a trecut unchiului ei, nepopularul Duce de Cumberland și Teviotdale, care a devenit regele Ernest Augustus I. (Era al cincilea fiu și al optulea copil al regelui George al III-lea). El era moștenitorul ei prezumptiv până când ea urma să se mărite și să aibă copii.
Încoronarea a avut loc la 28 iunie 1838 și a devenit primul monarh care a avut reședința la Palatul Buckingham. Ea a moștenit veniturile ducatele de Lancaster și Cornwall și i-a fost acordată o listă civilă de 385.000 £ pe an. Prudentă din punct de vedere financiar, ea a plătit datoriile tatălui ei.
Înainte ca viitoarea regină să se maturizeze, Victoria a făcut câteva gesturi care au pus la îndoială capacitatea ei de a conduce întregul imperiu. Unul dintre acesta a fost cauzarea morții unei doamne de la curtea regală, Lady Fiony Hastings. Ea a murit ca urmare a unei infecții acute, apărută după o intervenție ginecologică, impusă de către regină, pentru a confirma bârfele privind o presupusă sarcină. A doua acțiune, mai puțin macabră, dar fatală prin consecințele ei, a fost obligarea lui Sir Robert Peel, noul prim-ministru ales, să demisioneze.
Peel a câștigat alegerile pentru postul de prim-ministru în dauna Lordului Melbourne, favoritul și mentorul reginei. Pentru a-l împiedica pe Peel să își exercite puterea, Victoria a organizat în 1839 așa numita "conspirație a dormitorului regal".
Tradiția engleză cerea ca doamnele de onoare să provină din familii reprezentând partidul de la putere din acel moment. Deci, fiecare schimbare de guvern determina automat "înlocuirea" tuturor doamnelor nobile care se bucurau de privilegiul însoțirii reginei la toate întâlnirile oficiale. De asemenea, doamnele de onoare locuiau în apartamentele regale (dovadă a maximei încrederi).
Nemulțumită de rezultatul alegerilor și neacceptând concedierea doamnelor de onoare din neamul Vight, regina Victoria nu a aprobat guvernul Wellington-Peel. Datorită gestului său neelegant, Victoria și-a demonstrat în mod clar poziția sa față de noul prim-ministru, împiedicând completarea noului cabinet. Toate personalitățile politice ale momentului au acceptat voința reginei, nevrând să intre în dizgrațiile acesteia. Astfel, lordul Melbourne a fost numit în funcția de prim ministru, iar Peel a devenit doar colaborator al cabinetului nou format.
Lordul Melbourne, care deține funcția de prim-ministru, o "instruiește" în tot ce înseamnă educația politică și sarcinile ei. Coroana trebuie să aibă moștenitori, deci trebuie să se mărite. Energică și destul de autoritară, Victoria își dovedește mereu independența. Ca soț, îl alege pe vărul ei primar Albert de Saxa-Coburg-Gotha, în ciuda sfaturilor mamei.

### Căsătoria

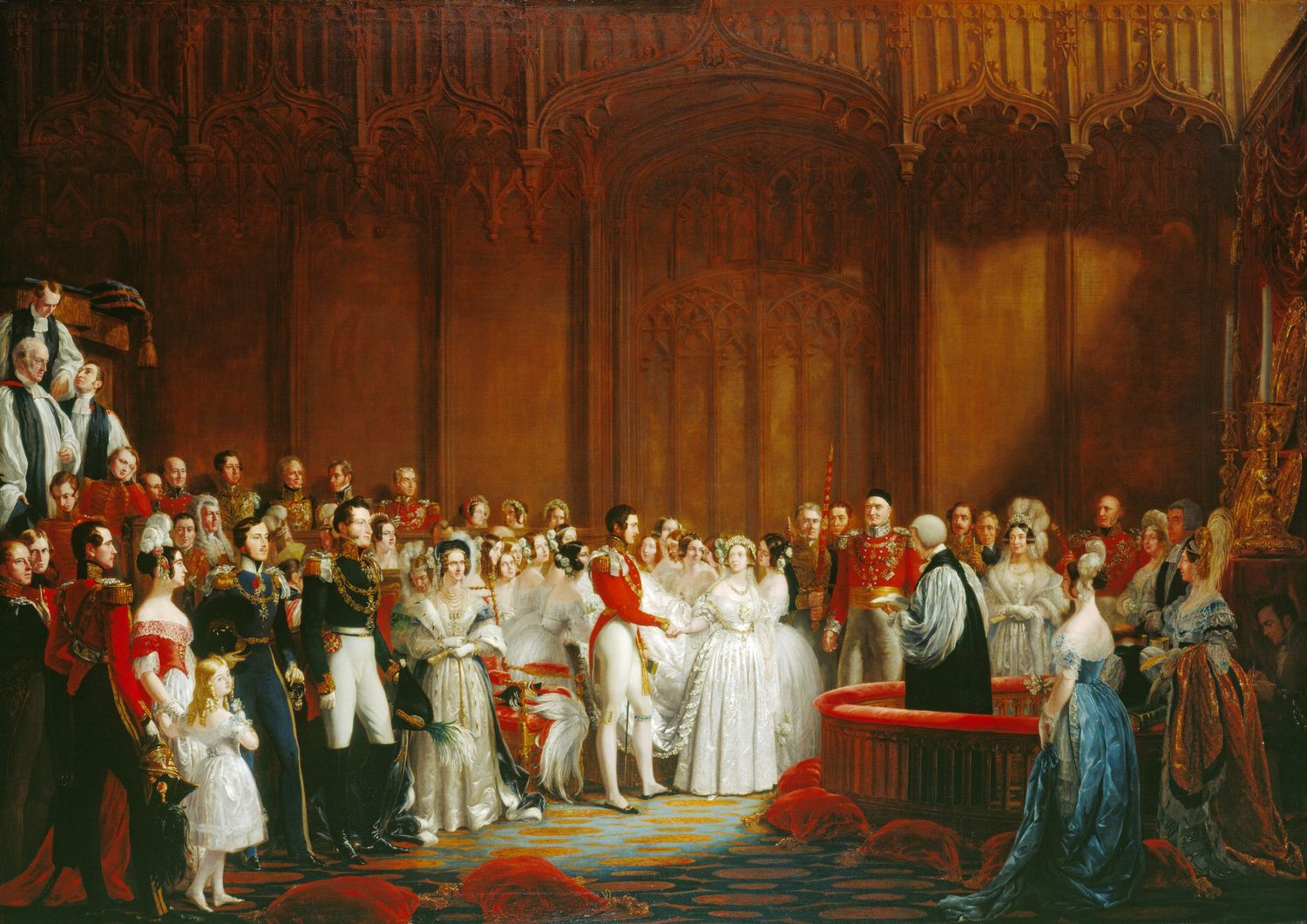
Căsătoria Victoriei și a Prințului Albert, de Sir George Hayter.

Deși regină, ca femeie tânără necăsătorită, convenția socială cerea Victoriei să locuiască cu mama ei, în ciuda diferențelor lor asupra sistemului Kensington și dependența mamei ei de Conroy. Mama ei a fost expediată într-un apartament la distanță aflat în Palatul Buckingham și Victoria a refuzat de multe ori să o întâlnească. Atunci când Victoria s-a plâns lui Melbourne că proximitatea mamei ei a fost "un chin pentru mulți ani", Melbourne a simpatizat cu ea și i-a spus că acest lucru ar putea fi evitat prin căsătorie, lucru pe care Victoria l-a numit "o alternativă șocantă". Ea și-a arătat interesul în educația lui Albert pentru viitorul rol pe care l-ar juca ca soț al ei însă a rezistat încercărilor de a o grăbi într-o căsătorie.
Victoria a continuat să-l laude pe Albert în urma celei de-a doua vizite din octombrie 1839. Albert și Victoria au simțit o afecțiune reciprocă și regina i-a propus căsătoria la 15 octombrie 1839, la doar cinci zile după ce el a ajuns la Windsor. Căsătoria a avut loc la 10 februarie 1840 la Palatul St. James din Londra.
Albert a devenit un consilier politic important, precum și însoțitorul reginei, înlocuindu-l pe lordul Melbourne ca figură dominantă și influentă în prima jumătate a vieții ei. Mama Victoriei a fost evacuată din palat, la Casa Ingestre din Belgrave Square. După decesul Prințesei Augusta în 1840, mama Victoriei a primit atât Casa Clarence cât și Casa Frogmore. Prin medierea lui Albert, relațiile dintre mamă și fiică încet-încet s-au îmbunătățit.
Regina formează un cuplu ideal împreună cu acest bărbat frumos, tandru și discret. Patru băieți și cinci fete sunt rodul marii lor iubiri. Îi oferă titlul de prinț consort, în anul 1857, și îi permite să se implice în problemele țării. Prințul Albert a jucat un rol important în formarea comportamentului reginei; el a înțeles mai bine importanța menținerii unor bune relații ale monarhiei cu guvernul. Primii ani de domnie ai Victoriei se scurg într-o calmă fericire, cu toate că nu este încă foarte populară. Își îndeplinește cu conștiinciozitate toate îndatoririle. Respectă regimul parlamentar, a ameliorat relația sa cu Peel, în așa măsură încât, cu timpul, cunoscutul politician a devenit unul dintre favoriții reginei.
Pentru alegerea noului prim-ministru - după lordul Melbourne - nu face uz de prerogativele sale. Își asumă rolul de moderator și dreptul de a decide în caz că majoritatea nu este clară. Servește de arbitru întru obținerea consensului, în cazul mizelor importante. Acordă prioritate problemelor economice și comerciale.
Guvernanta Victoriei, baroneasa Lehzen din Hanovra, a avut influență asupra formării ei și a continuat să locuiască cu Victoria și după ascensiunea ei la tron. Relația apropiată a Victoriei cu baroneasa Lehzen a luat sfârșit după căsătoria reginei cu Prințul Albert, care a găsit-o pe Lehzen incompetentă pentru autoritatea ei în gospodărie, până la punctul la care era amenințată siguranța și sănătatea primului lor copil.

### 1842–1860

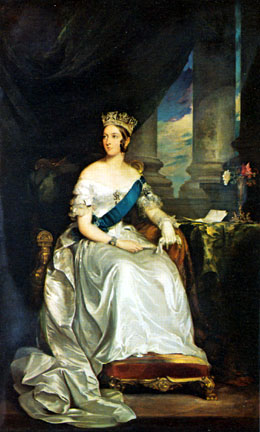
Victoria, portret de Francis Grant

La 13 iunie 1842, Victoria a făcut prima ei călătorie cu trenul, de la stația Slough (în apropierea Castelului Windsor) la Bishop’s Bridge, în apropiere de Paddington (Londra) într-un transport regal special, furnizat de Great Western Railway. Soțul ei și inginerul de la Great Western Railway, Isambard Brunel, au însoțit-o.
În 1842, regina este ținta a trei tentative de asasinat. Prințul Albert estimează că aceste încercări au fost încurajate de achitarea lui Oxford în 1840 (o primă tentativă de asasinat asupra reginei). La 29 mai 1842, John Francis, cel mai probabil în încercarea de a deveni faimos, a tras cu arma asupra reginei; arma nu s-a descărcat iar el a scăpat. A doua zi regina a mers pe același traseu însă mai rapid și având o escortă mai mare, în încercarea deliberată de a-l provoca pe Francisc. Cum era de așteptat, Francis a tras din nou însă a fost preluat de polițiști în haine civile și condamnat de înaltă trădare.
La 3 iulie, la două zile după ce pedeapsa lui Francisc cu moartea a fost comutată în detenție pe viață, un alt tânăr, John William Bean, a încercat s-o împuște pe regină însă pistolul era încărcat cu hârtie și tutun iar el era prea puțin responsabil. Bean a fost condamnat la 18 luni de închisoare.
Un atac similar a avut loc în 1849, când șomerul irlandez William Hamilton a tras cu pistolul asupra reginei Victoria. În 1850 regina a avut răni când a fost agresată de un fost ofițer de armată, Robert Pate. Atât Hamilton cât și Pate au fost condamnați la șapte ani.
În 1845, Irlanda a fost lovită de mana cartofului. În următorii patru ani peste un milion de irlandezi au murit și un alt milion au emigrat în ceea ce s-a numit Marea Foamete Irlandeză. În Irlanda, Victoria a fost numită "Regina Foamete". Regina personal a donat 2.000 £ pentru combaterea foametei, mai mult decât oricare donator individual, și a sprijinit "Maynooth Grant" la un seminar catolic din Irlanda, în ciuda opoziției protestante.
| Prim-Miniștri britanici ai Victoriei |                                  |
| An                                   | Prim-Ministru (partid)           |
| 1835                                 | William Lamb (Whig)              |
| 1841                                 | Sir Robert Peel (Conservator)    |
| 1846                                 | John Russell (W)                 |
| 1852 (feb.)                          | Edward Smith-Stanley (C)         |
| 1852 (dec.)                          | George Hamilton-Gordon (Peelite) |
| 1855                                 | Henry Temple (Liberal)           |
| 1858                                 | Edward Smith-Stanley (C)         |
| 1859                                 | Henry Temple (L)                 |
| 1865                                 | John Russell (L)                 |
| 1866                                 | Edward Smith-Stanley (C)         |
| 1868 (feb.)                          | Benjamin Disraeli (C)            |
| 1868 (dec.)                          | William Gladstone (L)            |
| 1874                                 | Benjamin Disraeli (C)            |
| 1880                                 | William Gladstone (L)            |
| 1885                                 | Robert Gascoyne-Cecil (C)        |
| 1886 (feb.)                          | William Gladstone (L)            |
| 1886 (iulie)                         | Robert Gascoyne-Cecil (C)        |
| 1892                                 | William Gladstone (L)            |
| 1894                                 | Archibald Primrose (L)           |
| 1895                                 | Robert Gascoyne-Cecil (C)        |

Pe plan internațional, Victoria a avut un interes deosebit în îmbunătățirea relațiilor dintre Franța și Marea Britanie. Ea a făcut și a găzduit mai multe vizite între familia regală britanică și Casa de Orleans, care erau înrudite prin căsătorii ale Coburgilor. În 1843 și 1845, ea și Albert au rămas cu regele Ludovic-Filip I, la château d'Eu în Normandia; ea a fost primul monarh britanic sau englez care a vizitat un monarh francez de la întâlnirea dintre Henric al VIII-lea al Angliei și Francisc I al Franței din 1520. Când Ludovic-Filip a făcut o călătorie de reciprocitate, în 1844, el a devenit primul rege francez care a vizitat un suveran britanic. Ludovic-Filip a fost demis în revoluțiile de la 1848 și a fugit în exil în Anglia.
Prima vizită a Victoriei în Irlanda în 1849 a fost un succes public dar nu a avut nici un impact de durată sau efect asupra creșterii naționalismului irlandez.

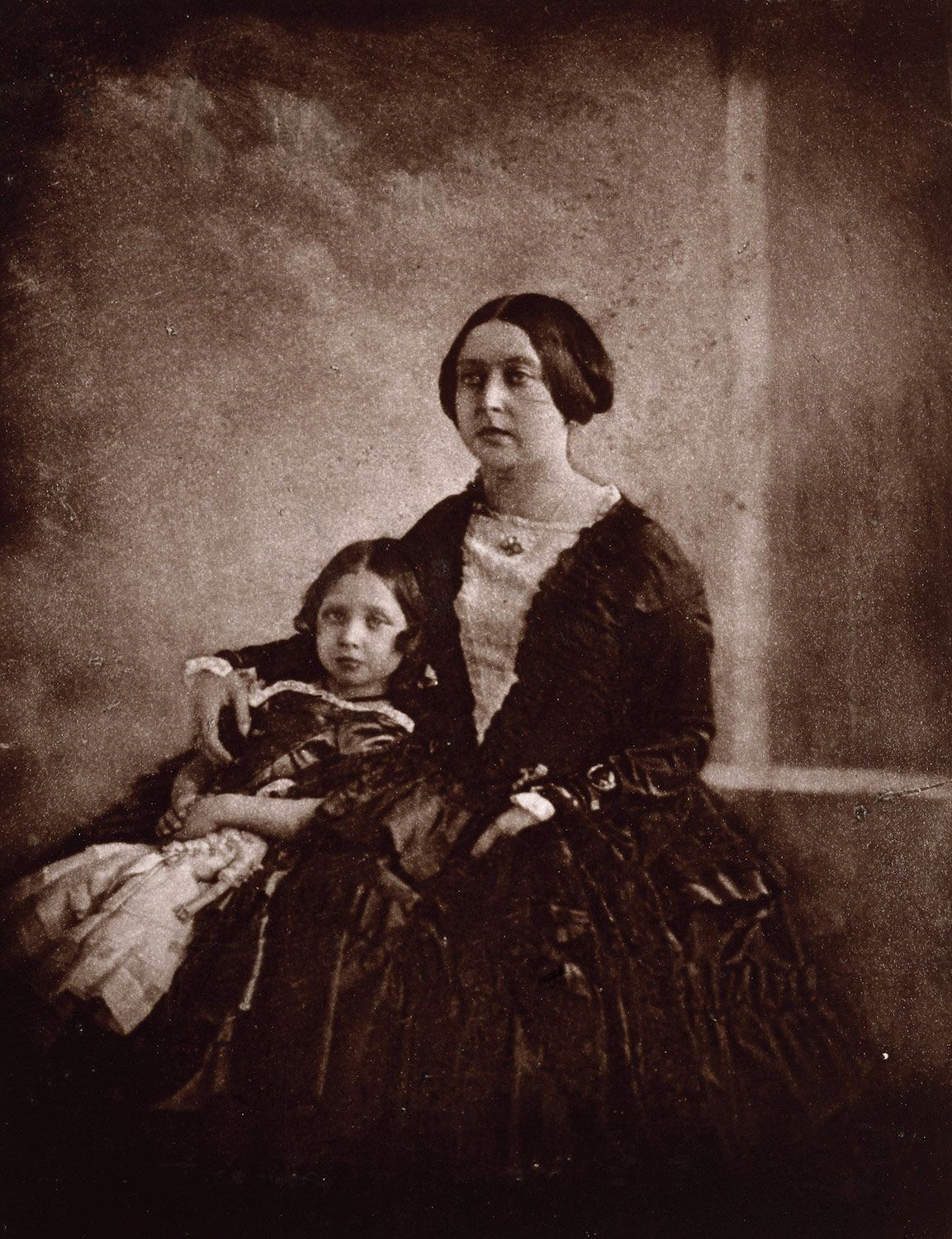
Cea mai veche fotografie cunoscută a Victoriei, aici împreună cu fiica ei cea mare, c. 1844.

Prim-Ministrul Russell, deși Whig, nu a fost favorizat de către regină. Ea a considerat ca ofensator în special pe ministrul de externe, Lordul Palmerston, care de multe ori a acționat fără consultarea Cabinetului, a Prim-Ministrului, sau a Reginei. Victoria s-a plâns lui Russell că Palmerston a trimis expedieri oficiale liderilor străini fără știrea ei, dar Palmerston a rămas în funcție și a continuat să acționeze din proprie inițiativă, în ciuda admonestărilor ei repetate. În decembrie 1851 Palmerston a fost îndepărtat după ce a anunțat aprobarea guvernului britanic a loviturii de stat din Franța inițiată de Napoleon al III-lea, fără să se consulte cu Primul Ministru. În anul următor, președintele Bonaparte a fost declarat împăratul Napoleon al III-lea, timp în care administrația lui Russell a fost înlocuită cu guvernul minoritar de scurtă durată condus de Lordul Derby.
În anul 1851 prințul a contribuit financiar la organizarea renumitei Expoziții Regale, în timpul căreia englezii au putut să vadă pentru prima oară Palatul de Cristal.
În 1853, Victoria a născut cel de-al optulea copil al ei, Leopold, cu ajutorul noului anestezic, cloroform. Ea a fost atât de impresionată de ușurarea durerii de la naștere încât l-a folosit din nou în 1857, la nașterea ultimului și celui de-al nouălea copil, Beatrice, în ciuda opoziției membrilor clerului, care l-au considerat împotriva învățăturii biblice, precum și a unor medici care credeau că e periculos. E posibil ca Victoria să fi suferit de depresie post-natală, după multele ei sarcini. Scrisori de la Albert către Victoria se plâng intermitent de pierderea ei de auto-control. De exemplu, la aproximativ o lună după nașterea lui Leopold, Albert s-a plâns într-o scrisoare către Victoria de "continuarea isteriei" pe un "fleac mizerabil".
La începutul anului 1855, guvernul Lordului Aberdeen, care l-a înlocuit pe Derby, a căzut în mijlocul învinuirilor pe slaba gestionare a trupelor britanice în Războiul Crimeii. Victoria i-a abordat atât pe Derby cât și pe Russell pentru a forma un minister, dar nu a avut sprijin suficient și regina a fost nevoită să-l numească pe Palmerston ca prim-ministru.
Napoleon al III-lea, aliatul apropiat din războiul din Crimeea al Marii Britanii, a vizitat Londra în aprilie 1855, și din 17 până în 28 august același an, Victoria și Albert i-au întors vizita. Napoleon al III-lea a întâlnit cuplul la Dunkirk și i-a însoțit la Paris. Ei au vizitat Expoziția Universală și mormântul lui Napoleon I de la Les Invalides și au fost oaspeți de onoare la un bal de 1200 de invitați la Palatul de la Versailles..

La 14 ianuarie 1858, un refugiat italian din Marea Britanie numit Orsini a încercat să-l asasineze pe Napoleon al III-lea cu o bombă făcută în Anglia. A urmat o criză diplomatică care a destabilizat guvernul și Palmerston a demisionat. 

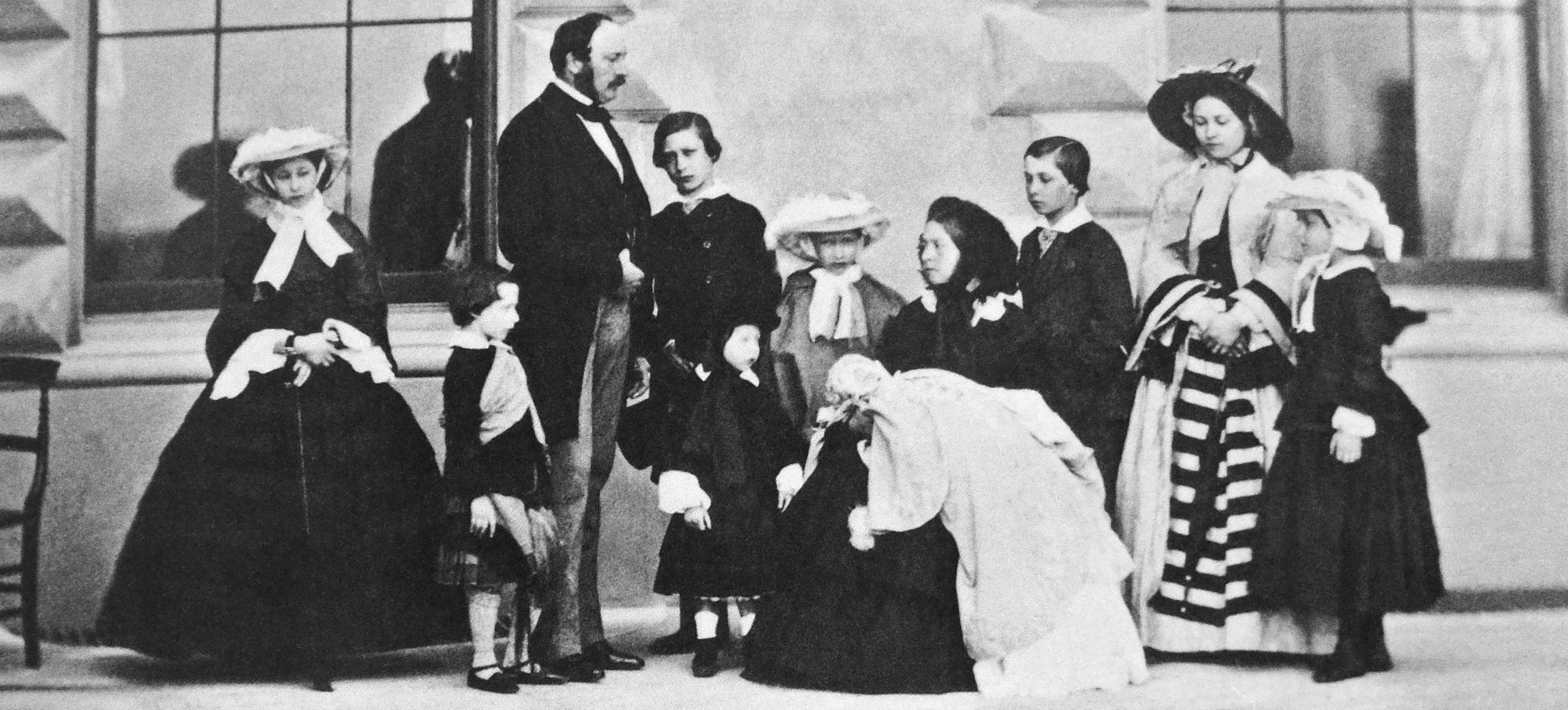
Prințul Albert, regina Victoria și cei nouă copii ai lor, 1857. De la stânga la dreapta: Alice, Arthur, Prințul Consort, Prințul de Wales, Leopold (în fața lui), Louise, regina Victoria cu Beatrice, Alfred, Victoria și Elena.

Derby a fost repus în funcția de prim-ministru.  Victoria și Albert au participat la deschiderea unei noi rade a portului militar francez din Cherbourg la 5 august 1858, într-o încercare a lui Napoleon al III-lea de a reasigura Marea Britanie că pregătirile sale militare au fost îndreptate în altă parte. La întoarcere, Victoria i-a scris lui Derby reproșându-i starea proastă a Marinei Regale în comparație cu cea franceză.  Guvernarea lui Derby nu a durat mult timp și în iunie 1859 Victoria l-a rechemat pe Palmerston în funcție.
La 11 zile după încercarea de asasinat a lui Orsini în Franța, fiica cea mare a Victoriei s-a căsătorit cu Prințul Frederic Wilhelm al Prusiei la Londra. Ei erau logodiți din septembrie 1855, când prințesa Victoria avea 14 ani. Căsătoria a fost amânată de regină și de prințul Albert până când mireasa a împlinit 17 ani. Regina și Albert au sperat că fiica și ginerele lor vor avea o influență de liberalizare în extinderea statului prusac. Victoria simțit "rău la inimă" când și-a văzut fiica părăsind Anglia pentru Germania; "Într-adevăr mă face să tremur" i-a scris ea prințesei Victoria într-una din frecventele sale scrisori, "când mă uit la toate surorile tale dulci, fericite, inconștiente și mă gândesc că trebuie să le dau - una câte una." Aproape exact după un an, prințesa Victoria a născut primul nepot al reginei, Wilhelm.

## Văduvia

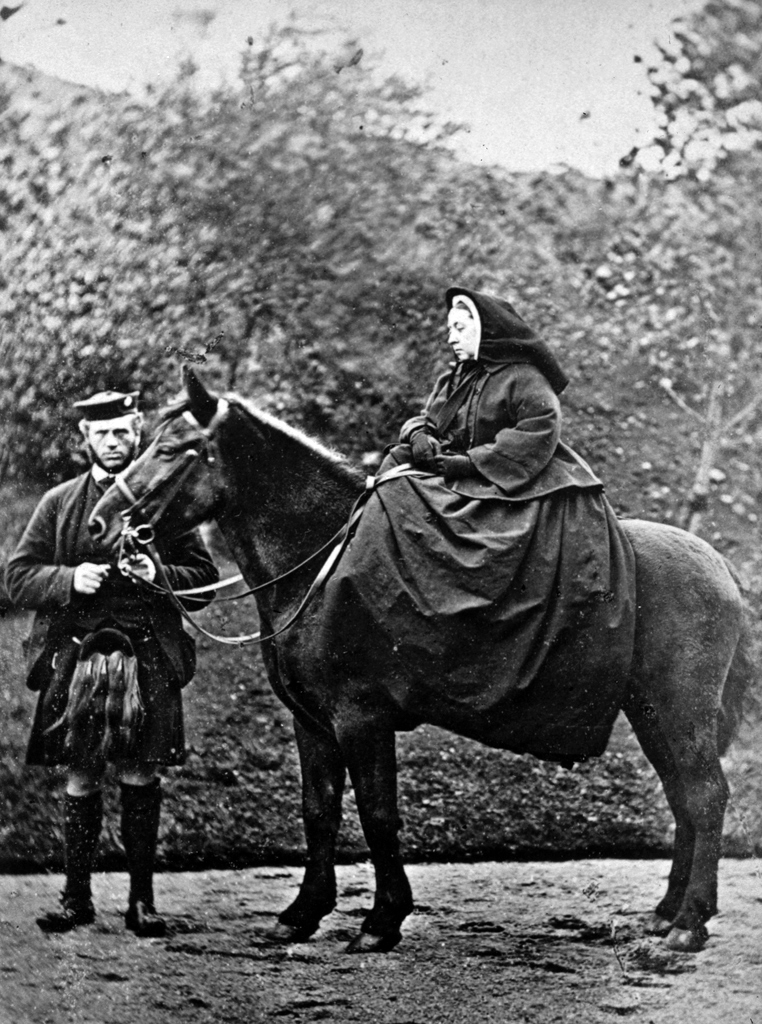
Victoria și Brown la Balmoral, 1863. Fotografie de G. W. Wilson

În martie 1861 a murit mama Victoriei având-o pe fiica ei alături de ea. Prin citirea documentelor mamei ei, Victoria a descoperit că mama ei a iubit-o profund; Victoria a avut inima zdrobită și a dat vina pe Conroy și Lehzen care au îndepărtat-o de mama ei. Pentru a-și ajuta soția în acele momente grele, Albert a preluat cele mai multe dintre atribuții, în ciuda faptului că el însuși era bolnav cu probleme de stomac cronice. În august, Victoria și Albert l-au vizitat pe fiul lor, Prințul de Wales, care participa la manevrele militare de lângă Dublin și au petrecut câteva zile de concediu în Killarney. În noiembrie, lui Albert i s-a adus la cunoștință bârfa că fiul lui avea o aventură cu o actriță în Irlanda. Îngrozit, Albert a călătorit la Cambridge, unde studia fiul lui, să-l confrunte.
Până la începutul lunii decembrie, Albert s-a simțit foarte rău. El a fost diagnosticat cu febră tifoidă de Sir William Jenner și a murit la 14 decembrie 1861. Victoria a fost devastată. Ea a pus vina morții soțului ei pe grijile în legătură cu Prințul de Wales. A intrat în doliu și a purtat negru pentru tot restul vieții ei. A părăsit Buckingham-ul - situat în centrul Londrei - și s-a refugiat la castelul Windsor. A evitat aparițiile publice și rareori a pus piciorul în Londra în următorii ani. Izolarea ei i-a adus numele de "văduva din Windsor".

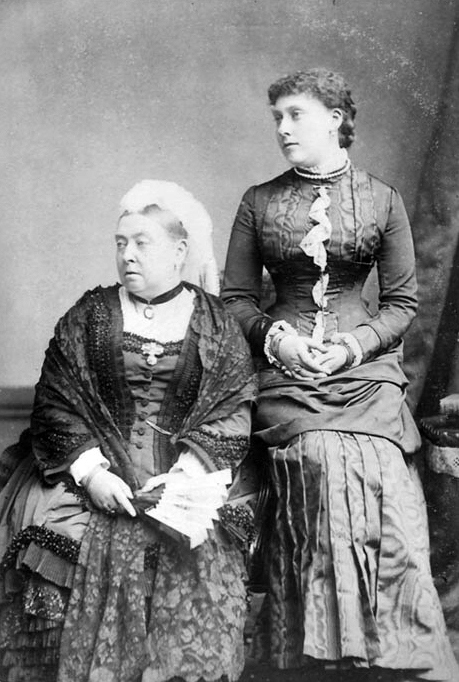
Victoria și fiica ei cea mică, Beatrice.

Masele nu înțeleg această retragere îndoliată și reclamă în mai multe rânduri abolirea unei monarhii devenite inutile. Timp de câțiva ani, suverana cade pradă disperării, dar refuză ca fiul ei, prințul de Wales - viitorul Eduard al VII-lea - să capete rol activ.
Prin 1860, Victoria începe să se bazeze din ce în ce mai mult pe servitorul ei din Scoția, John Brown. În presă au apărut zvonuri calomnioase în legătură cu o conexiune de romantică și chiar despre o căsătorie secretă între cei doi, regina fiind menționată ca "Mrs Brown". Povestea relației lor a fost subiectul filmului din 1997, Mrs. Brown. O pictura de Sir Edwin Landseer care o descrie pe regină cu Brown a fost expusă la Academia Regală și Victoria a publicat o carte, Leaves from the Journal of Our Life in the Highlands, în care figurează proeminent și Brown, pe care regina îl aprecia foarte mult.
Palmerston a murit în 1865 și după o scurtă administrație condusă de Russell, Derby s-a întors la putere. În 1866, Victoria a participat la deschiderea parlamentului pentru prima dată de la moartea lui Albert. În anul următor, ea a sprijinit trecerea Actului de reformă din 1867, care a permis unui milion de muncitori să voteze deși ea nu a fost în favoarea dreptului de vot pentru femei. Derby a demisionat în 1868 și a fost înlocuit de Benjamin Disraeli, care a fermecat-o pe Victoria. Guvernul lui a durat doar câteva luni iar la sfârșitul anului, rivalul său liberal, William Ewart Gladstone, a fost numit prim-ministru. Victoria a constatat că atitudinea lui Gladstone este mult mai puțin atrăgătoare.
În ultima zi din februarie 1872, tânărul de 17 ani Arthur O'Connor a fluturat un pistol neîncărcat spre trăsura deschisă a Victoriei imediat ce ea a ajuns la Palatul Buckingham. Brown, care era prezent, l-a imobilizat pe O'Connor care mai târziu a fost condamnat la 12 luni de închisoare. Ca rezultat al acestui incident, popularitatea Victoriei a crescut.

## Împărăteasă a Indiei

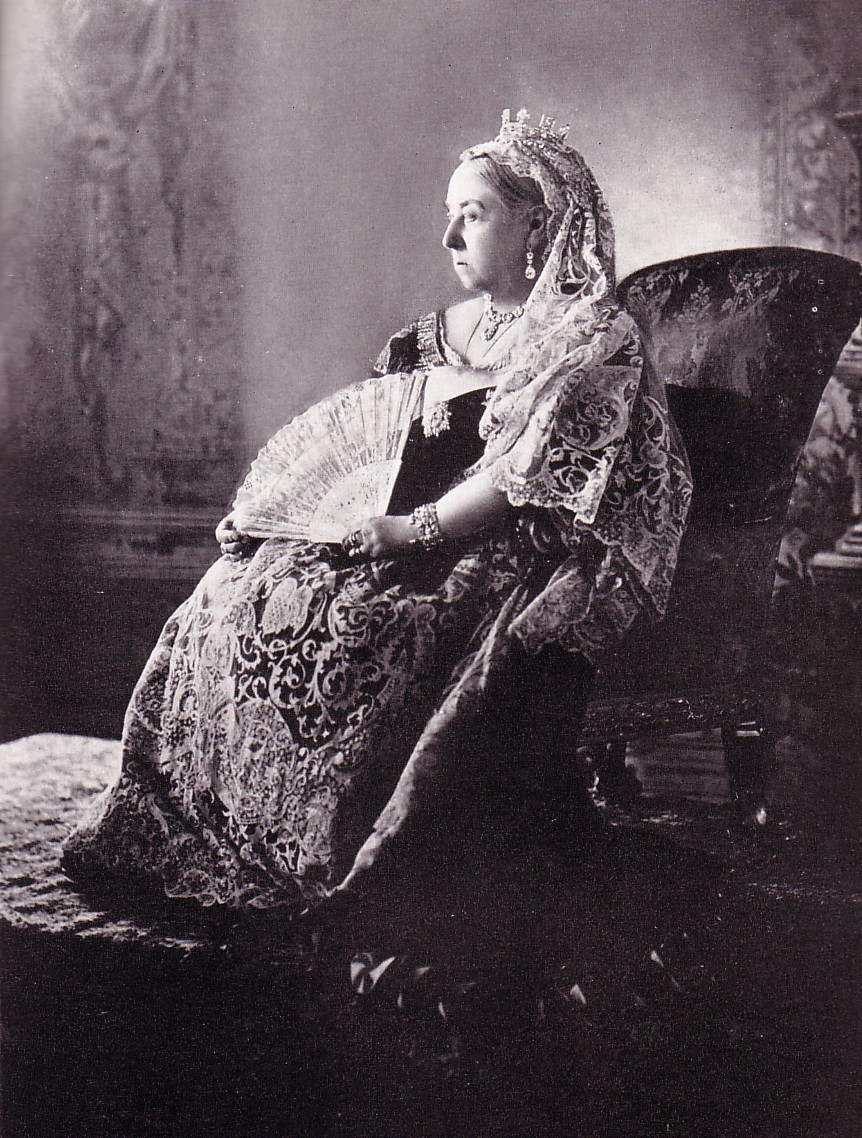
Regina Victoria fotografiată la Jubileul de Diamant, 1897.

La alegerile generale din 1874, Disraeli s-a întors la putere. El a trecut Regulamentul de cult public Legea 1874, care a eliminat ritualurile catolice din liturghia anglicană și pe care Victoria l-a sprijinit puternic. Ea a preferat serviciile scurte, simple, și personal se considera mai aliniată cu Biserica Prezbiteriană din Scoția decât Biserica Episcopală a Anglia. De asemenea, el a trecut Actul titlurilor regale din 1876 prin Parlament, astfel că Victoria a luat titlul de "împărăteasă a Indiei" de la 1 mai 1876, Nou titlu a fost proclamat la Delhi Durbar la 1 ianuarie 1877.
În țară, începe să circule un proverb ce reflectă mândria acestora: "Soarele nu apune niciodată pe cerul Imperiului, căci coloniile sale - Canada, Africa de Sud, India, Australia și Noua Zeelandă - debordează de bogații".
La 14 decembrie 1878, la comemorarea decesului lui Albert, a doua fiică a Victoriei, Alice, care se căsătorise cu Ludovic de Hesse, a murit de difterie la Darmstadt. Victoria a notat despre coincidența "aproape incredibilă și foarte misterioasă" a datelor. În mai 1879 ea a devenit străbunică, la nașterea Prințesei Feodora de Saxa-Meiningen, și a sărbătorit "biata mea aniversare de 60 de ani".
Între aprilie 1877 și februarie 1878, ea a amenințat de cinci ori cu abdicarea în timp ce-l presa pe Disraeli să acționeze împotriva Rusiei în Războiul Ruso-Turc (1877-1878) însă amenințările nu au avut nici un impact asupra evenimentelor sau la încheierea lor cu Congresul de la Berlin. Politica expansionistă externă a lui Disraeli, pe care Victoria a aprobat-o, a condus la conflicte, cum ar fi Războiul Zulușilor și al doilea război anglo-afgan. "Dacă suntem pentru a menține poziția noastră ca o putere de prim rang", scria ea, "trebuie... să fim Pregătiți pentru atacuri și războaie în mod CONTINUU." Victoria a văzut expansiunea Imperiului Britanic ca civilizatoare și benignă, protejând popoarele indigene de mai multe puteri agresive sau conducători cruzi. Spre disperarea Victoriei, Disraeli a pierdut alegerile generale din 1880 și Gladstone s-a întors ca prim-ministru. Când Disraeli a murit în anul următor, ea a fost orbită de "lacrimi rapide", și a ridicat o placă comemorativă "plasată de către Suveranul său recunoscător și prieten, Victoria R.I."

## Ultimii ani și decesul

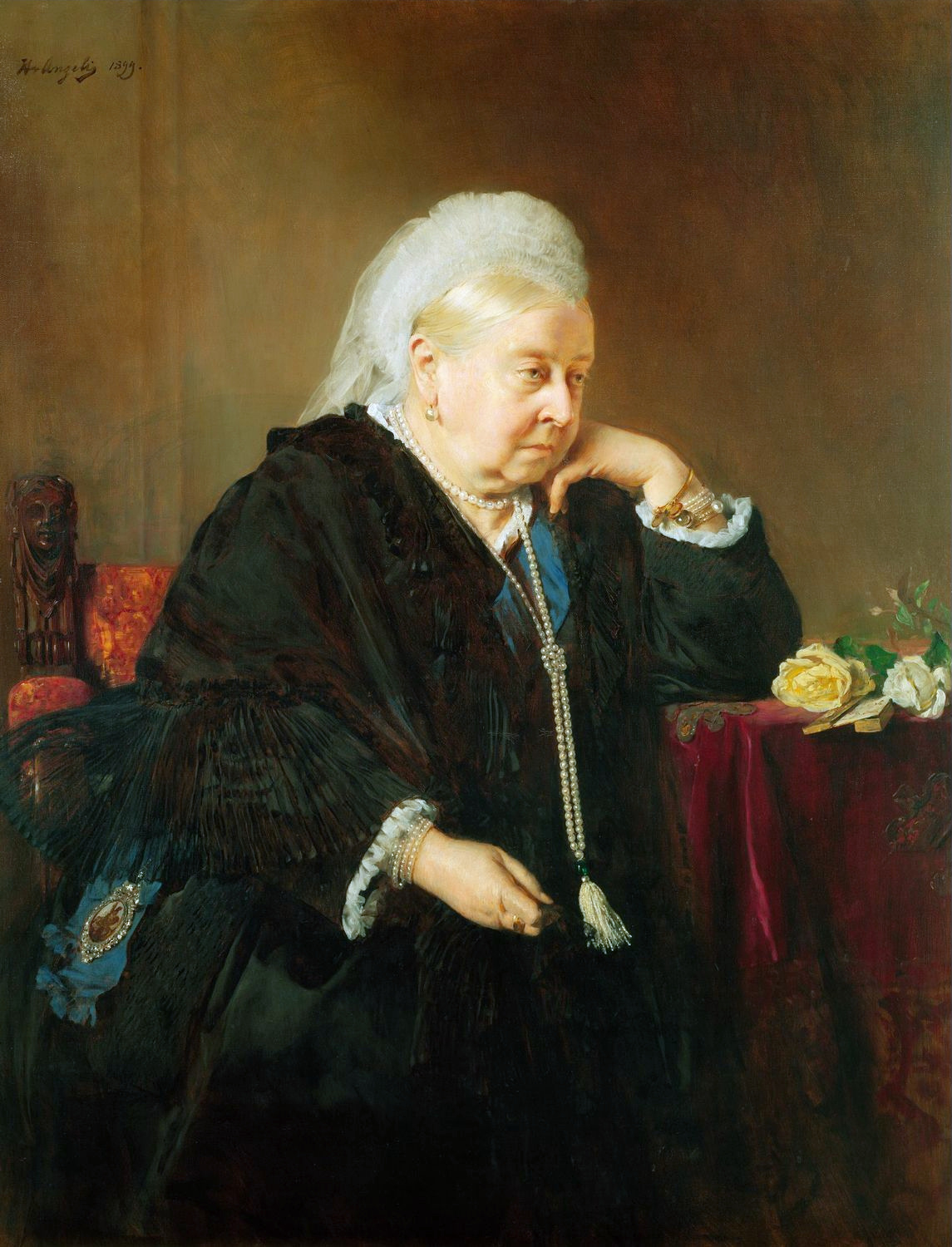
Portret al reginei Victoria, 1899.

La 2 martie 1882, Roderick Maclean, un poet nemulțumit și aparent jignit de faptul că Victoria a refuzat să accepte una din poeziile sale, a tras asupra reginei când transportul ei a părăsit stația Windsor. Doi elevi de la Colegiul Eton l-au lovit cu umbrelele lor până când au fost îndepărtați de un polițist. Victoria a fost revoltată când a fost găsit nevinovat pe motiv de nebunie însă a fost încântată de expresia loialității după atac declarând "merită să fii împușcat - pentru a vedea cât de mult ești iubit."
La 17 martie 1883, a căzut pe scări la Windsor; nu s-a recuperat niciodată complet și a rămas cu reumatism. Brown a murit la 10 zile după accidentul ei și spre consternarea secretarului ei particular, Sir Henry Ponsonby, Victoria a început să lucreze la o biografie elogioasă a lui Brown. Ponsonby și Randall Davidson, care au văzut proiectul de la început, au sfătuit-o pe Victoria să nu-l publice pe motiv că ar alimenta zvonurile despre o poveste de dragoste. Manuscrisul a fost distrus. La începutul anului 1884, Victoria a publicat More Leaves from a Journal of a Life in the Highlands, o continuare a cărții ei pe care a dedicat-o "însoțitorului ei personal devotat și credincios prieten John Brown".
La o zi după comemorarea primului an al morții lui Brown, Victoria a fost informată printr-o telegramă că fiul ei cel mic, Leopold, a murit la Cannes. El a fost "cel mai drag dintre dragii mei fii", s-a plâns ea. Luna următoare, cel mai mic copil al Victoriei, Beatrice, l-a întâlnit și s-a îndrăgostit de Prințul Henric de Battenberg la nunta nepoatei Victoria, Prințesa Victoria de Hesse, cu fratele lui Henric, Prințul Louis de Battenberg. Beatrice și Henric au plănuit să se căsătorească însă Victoria s-a opus la început, dorind s-o păstreze pe Beatrice acasă, drept însoțitoarea ei. După un an, consimte asupra căsătoriei cu condiția ca prințul Henric să renunțe la angajamentele sale germane și să trăiască permanent cu Beatrice și regina.

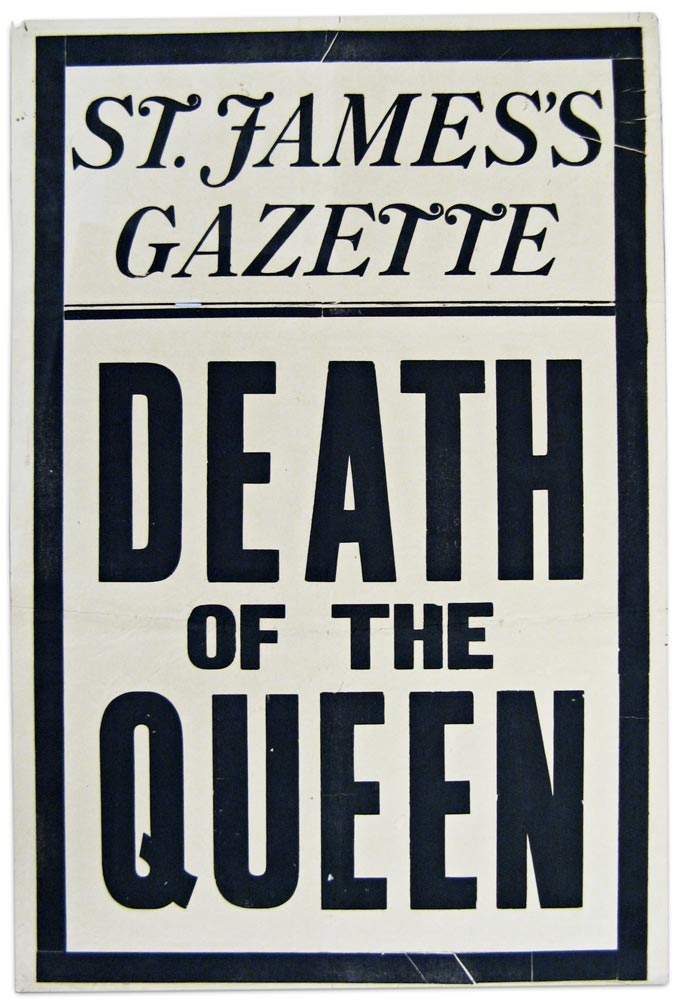
Ziar care anunță decesul reginei Victoria

În 1887, Imperiul Britanic a celebrat Jubileul de Aur al Victoriei. Victoria a marcat cei 50 de ani de domnie cu un banchet la care au fost invitați 50 de regi și prinți. Fiica cea mare a reginei a devenit împărăteasă consort a Germaniei în 1888 dar în mai puțin de un an a devenit văduvă și nepotul Victoriei, Wilhelm, a devenit împăratul Wilhelm al II-lea al Germaniei. Sub Wilhelm, speranțele Victoriei și ale lui Albert de a liberaliza Germania nu s-au împlinit; el credea în autocrație.
La 23 septembrie 1896, Victoria și-a depășit bunicul George al III-lea ca monarhul britanic cu cea mai lungă domnie din istorie. Regina a solicitat ca orice celebrare specială să fie amânată până în 1897, care coincidea cu Jubileul de Diamant. Prim-miniștri din toate ținuturile dominioanelor au fost invitați și procesiunea Jubileului de Diamant a reginei din Londra a inclus trupe din toate colțurile imperiului. Celebrarea a fost marcată de mari revărsări de afecțiune pentru regina septuagenară.
În vacanțe, Victoria vizita cu regularitate Europa. În 1889, în timpul unei vizite la Biarritz, ea a devenit primul monarh britanic în funcție care a pus piciorul în Spania. În aprilie 1900 războiul burilor era atât de nepopular în Europa continentală încât călătoria ei anuală în Franța părea inoportună. În schimb, regina a mers în Irlanda pentru prima dată după 1861, în parte să recunoască contribuția regimentelor de irlandezi la războiul din Africa de Sud. În iulie, al doilea fiu al ei, Alfred ("Affie") (tatăl reginei Maria a României), a murit; "Oh, Dumnezeu! Dragul meu Affie s-a dus și el! ", a scris în jurnalul ei. "Este un an oribil, nimic în afară de tristețe & orori de un fel sau altul."
După un obicei pe care l-a menținut pe toată durata văduviei sale, Victoria a petrecut Crăciunul din 1900, la Casa Osborne din Isle of Wight. Reumatismul a făcut-o să șchioapete iar vederea îi era umbrită de cataractă.  La începutul lunii ianuarie s-a simțit "rău și slăbită" iar la mijlocul lunii era "somnoroasă...amețită, [și] confuză". A murit marți 22 ianuarie 1901 la ora șase după amiaza la vârsta de 81 de ani. Fiul și succesorul ei, regele Eduard al VII-lea și nepotul ei, împăratul Wilhelm al II-lea al Germaniei au stat lângă patul ei de moarte. A fost înmormântată într-o rochie albă și cu verigheta pe deget. Funeraliile au avut loc pe 2 februarie la capela St George a Castelului Windsor.
Victoria a fost multă vreme monarhul cu cea mai lungă domnie din istoria britanică; a domnit 63 de ani, 7 luni și 2 zile, fiind depășită doar de stră-strănepoata ei, regina Elisabeta a II-a. A fost ultimul monarh al Casei de Hanovra. Ulterior casa regală a preluat numele de Saxa-Coburg și Gotha, după soțul Victoriei.
"Era victoriană" rămâne înscrisă cu majuscule în istoria Marii Britanii, epocă înfloritoare atât din punct de vedere economic, cât și cultural. Au rămas și astăzi clădiri istorice construite în stil victorian.

## Titluri, onoruri și blazoane
| See adjacent text               |
| Stema regală (în afara Scoției) |

| See adjacent text      |
| Stema regală în Scoția |

## Copii

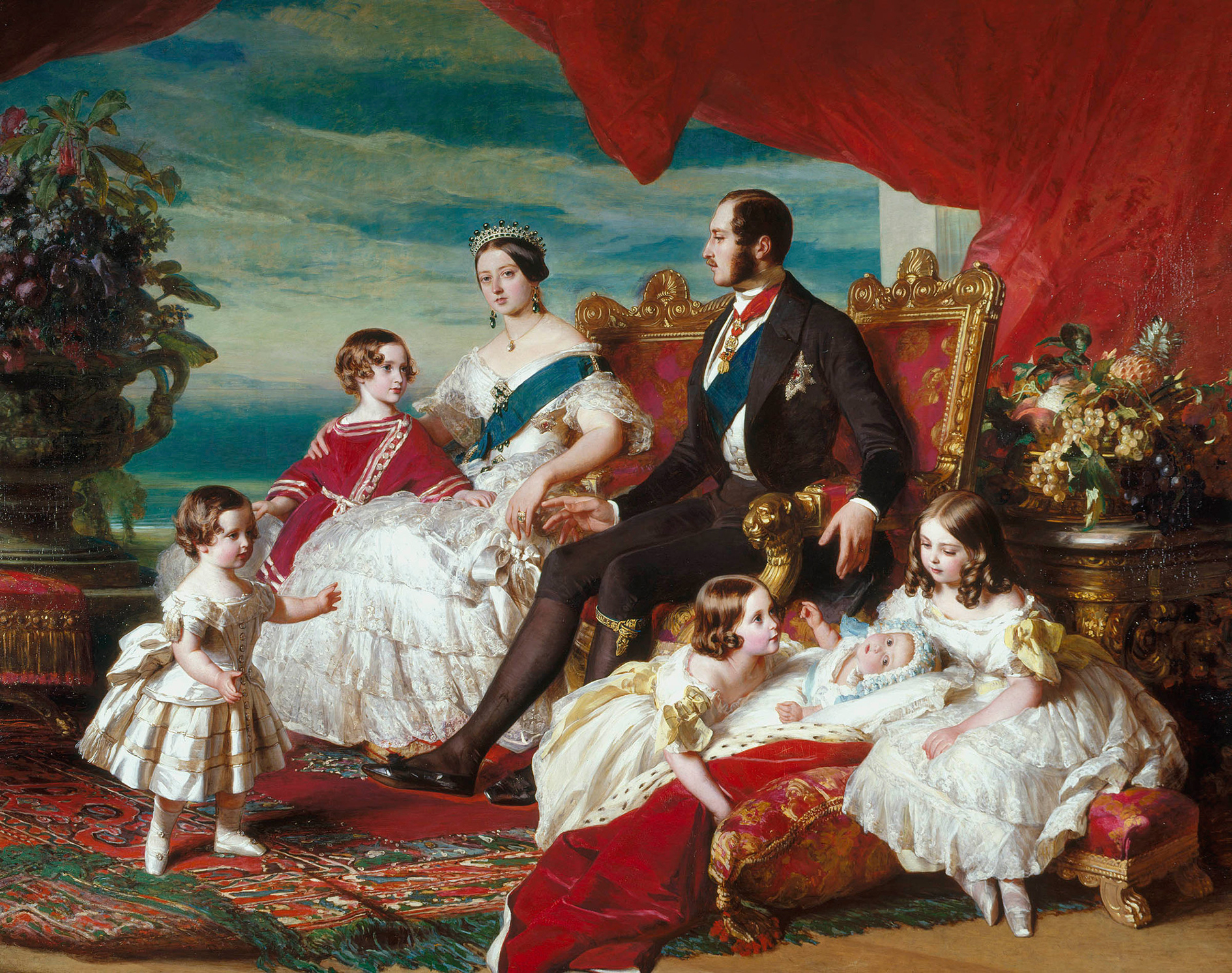
Familia reginei Victoria în 1846 de Franz Xaver Winterhalter de la stânga la dreapta: Prințul Alfred și Prințul de Wales; regina și Prințul Albert; Prințesele Alice, Elena și Victoria

| Portret | Nume                                                                                                | Naștere           | Deces             | Soț/Soție (ani naștere & deces) și copii |
| ------- | --------------------------------------------------------------------------------------------------- | ----------------- | ----------------- | --- |
|         | Prințesa Victoria, Prințesă Regală                                                                  | 21 noiembrie 1840 | 5 august 1901     | Căsătorită în 1858 cu Prințul Moștenitor al Prusiei Frederic, mai târziu Frederic al III-lea al Germaniei și rege al Prusiei (1831–1888); 4 fii, 4 fiice (inclusiv Wilhelm al II-lea al Germaniei și Sofia, regină a Greciei) |
|         | Prințul Albert Eduard, Prinț de Wales, mai târziu regele Eduard al VII-lea                          | 9 noiembrie 1841  | 6 mai 1910        | Căsătorit în 1863 cu Prințesa Alexandra a Danemarcei (1844–1925); 3 fii, 3 fiice (inclusiv regele George al V-lea și Maud, regină a Norvegiei)                                                                                |
|         | Prințesa Alice                                                                                      | 25 aprilie 1843   | 14 decembrie 1878 | Căsătorită în 1862 cu Ludovic al IV-lea, Mare Duce de Hesse și de Rin (1837–1892); 2 fii, 5 fiice (inclusiv Alexandra, Împărăteasă a Rusiei)                                                                                  |
|         | Prințul Alfred, Duce de Saxa-Coburg și Gotha și Duce de Edinburgh; Amiral al Flotei                 | 6 august 1844     | 31 iulie 1900     | Căsătorit în 1874 cu Marea Ducesă Maria Alexandrovna a Rusiei (1853–1920); 2 fii (1 făt mort), 4 fiice (inclusiv Maria, regină a României)                                                                                    |
|         | Prințesa Elena                                                                                      | 25 mai 1846       | 9 iunie 1923      | Căsătorită în 1866 cu Prințul Christian de Schleswig-Holstein-Sonderburg-Augustenburg (1831–1917); 4 fii (1 făt mort), 2 fiice                                                                                                |
|         | Prințesa Louise                                                                                     | 18 martie 1848    | 3 decembrie 1939  | Căsătorită în 1871 cu John Douglas Sutherland Campbell (1845–1914), marchiz de Lorne, mai târziu al 9-lea Duce de Argyll, de asemenea Guvernator-General al Canadei (1878–83); fără copii                                     |
|         | Prințul Arthur, Duce de Connaught și Strathearn; Mareșal, Guvernator-General al Canadei (1911–1916) | 1 mai 1850        | 16 ianuarie 1942  | Căsătorit în 1879 cu Prințesa Luise Margarete a Prusiei (1860–1917); 1 fiu, 2 fiice |
|         | Prințul Leopold, Duce de Albany                                                                     | 7 aprilie 1853    | 28 martie 1884    | Căsătorit în 1882 cu Prințesa Helena de Waldeck și Pyrmont (1861–1922); 1 fiu, 1 fiică |
|         | Prințesa Beatrice                                                                                   | 14 aprilie 1857   | 26 octombrie 1944 | Căsătorită în 1885 cu Prințul Henric de Battenberg (1858–1896); 3 fii, 1 fiică (inclusiv Victoria Eugenie, regină a Spaniei)                                                                                                  |